# برج نهر اللؤلؤ
برج نهر اللؤلؤة (بالصينية: 珠江城大厦 or 珠江大厦)، برج يتكون من 71 طابقا، بارتفاع 309.7 متر ( 1،016 قدم)، وهو ناطحة سحاب للتكنولوجيا النظيفة. يقع عند تقاطع الطريق جينسو/نهر اللؤلؤة في شارع الغربي، حي تيانخه، قوانغتشو، الصين.
يتميز البرج بأنه واحد من أكثر المباني الصديقة للبيئة في العالم. تم البدأ لإنشاء البرج في 8 سبتمبر 2006 واكتمل البناء في مارس 2011. الغرض منه هو للاستخدام المكتبي ويملك جزئيا من قبل شركة التبغ الوطنية الصينية. يهدف تصميم برج نهر اللؤلؤة لتقليل الضرر على البيئة، ولإستخراج الطاقة من القوى الطبيعية والسلبية المحيطة بالمبنى. أجريت العمارة للبرج والهندسة من قبل سكيدمور، أوينجز و ميريل مع أدريان سميث وجوردون D. جيل ( الآن في شركة خاصة بهم، AS + GG) تمثل المهندسين المعماريين.
يعتبر برج نهر اللؤلؤة من الإنجازات والتي ترتبط بالعديد من الميزات للتصميم المستدام بما في ذلك:
تم تصميم المبنى مع المحافظة على الطاقة في الاعتبار، بما في ذلك توربينات الرياح وتجميع الطاقة الشمسية والخلايا الضوئية، والتي تثير التهوية للطوابق، والتدفئة اشعاعا وسقوف التبريد. يوجد فيه أكبر مبنى للمكاتب المشعة للتبريد في العالم.
البرج هو هدف مثالي في الصين للحد من كثافة انبعاثات ثاني أكسيد الكربون لكل وحدة من الناتج المحلي الإجمالي في عام 2020 بنسبة 40 إلى 45 في المئة بالمقارنة مع مستوى عام 2005. في التقرير الذي قدم في مجلس لعام 2008 بشأن المباني الشاهقة والمساكن الحضرية أفيد أن المبنى له ميزات التصميم المستدام سيسمح بتخفيض استهلاك الطاقة 58 ٪ بالمقارنة مع مباني ومنشأت مماثلة.